# Enrico Bellei
Enrico Bellei, född 3 maj 1963, är en italiensk travkusk och travtränare. verksam i Italien. Han har under sin karriär vunnit flera internationella storlopp. Han har bland annat kört hästar som Deimos Racing, Lets Go, Legendary Lover K., Pascia' Lest och Urlo dei Venti. Han är son till travkusken och tränaren Nello Bellei.

## Karriär
Under Belleis debutsäsong i Italien 1982, tog han 22 segrar. Han har sedan dess vunnit flera storlopp, bland andra Gran Premio Lotteria (1997, 2004, 2010, 2017, 2018) samt Italienska Derbyt (1997, 2004, 2012, 2015, 2019).
1995 vann Bellei 276 lopp, och slog därmed Ugo Bottonis rekord från 1960 med 262 segrar under ett år. Han slog senare sitt eget rekord 2010, då han vann hela 538 lopp. Han har även vunnit Il frustino d'oro 21 gånger sedan 1995, varav 17 i rad. Priset delas ut till den kusk som vunnit flest lopp i Italien under ett år.
Bellei har även representerat Italien i World Driving Championship (2001) där han kom på andra plats, och även segrat i Europeiskt mästerskap för kuskar 2010 och 2012.
2008 utreddes Bellei han på begäran av Luccas åklagarmyndighet, bland annat angående uppgjorda lopp och felaktig vård med hästar. I december 2014 frikändes han från alla anklagelser.

### Elitloppet
Bellei har fram till 2020 deltagit i fyra upplagor av Elitloppet (1997, 2006, 2007 och 2014) Hans bästa placering är en andraplats med Wesgate Crown 1997. Han skulle även köra Ghiaccio del Nord i 2008 års upplaga, men hästen ströks innan loppet.
Bellei bjöds in till 2006 års upplaga av Elitloppet på Solvalla tillsammans med Lets Go efter andraplatsen i Gran Premio Lotteria. Något som uppmärksammades efter andraplatsen var Belleis hårda driving på Lets Go, då han gett hästen fem kraftiga sparkar över bakdelen.
Tillsammans med hästen Lets Go, tränad av Holger Ehlert, deltog Bellei i 2006 års upplaga av Elitloppet. I försöksheatet slutade ekipaget på en fjärdeplats, och kvalificerade sig därmed till finalen. I finalen skar den franska hästen Jag de Bellouet mållinjen som etta, och Lets Go, som var spelad till 233 gånger pengarna, skar mållinjen som tvåa. Det framkom senare när dopingprov hade tagits att både Jag de Bellouet och Lets Go var dopade, vilket gjorde att båda ekipagen förlorade sina placeringar i både kval och finalheat. Även prispengarna från finalen förlorades, men eftersom det inte togs något dopingprov efter kvalheatet fick de behålla de prispengarna.

## Segrar i större lopp
| År   | Lopp                           | Häst               | Kusk / Ryttare   | Tränare             | Lopptyp |
| ---- | ------------------------------ | ------------------ | ---------------- | ------------------- | ------- |
| 1997 | Gran Premio Lotteria           | Wesgate Crown      | Enrico Bellei    | Raz Mackenzie       | Grupp 1 |
| 1997 | Derby italiano di trotto       | Uronometro         | Enrico Bellei    | Leif Berggren       | Grupp 1 |
| 2003 | Gran Premio Continentale       | Cois Caf           | Enrico Bellei    | Nello Bellei        | Grupp 1 |
| 2004 | Gran Premio Lotteria           | Legendary Lover K. | Enrico Bellei    | Gunnar Christiansen | Grupp 1 |
| 2004 | Derby italiano di trotto       | Echo' dei Veltri   | Enrico Bellei    | Holger Ehlert       | Grupp 1 |
| 2005 | Gran Premio delle Nazioni      | Lets Go            | Enrico Bellei    | Holger Ehlert       | Grupp 1 |
| 2007 | Gran Premio Continentale       | Algiers Hall       | Enrico Bellei    | Maik Esper          | Grupp 1 |
| 2007 | Gran Premio Duomo              | Algiers Hall       | Enrico Bellei    | Holger Ehlert       | Grupp 2 |
| 2007 | Gran Premio Allevatori         | Light Kronos       | Enrico Bellei    | Maik Esper          | Grupp 1 |
| 2008 | Gran Premio Duomo              | Ghiaccio Del Nord  | Enrico Bellei    | Claus Hollmann      | Grupp 2 |
| 2009 | Europeiskt treåringschampionat | Ismos Fp           | Enrico Bellei    | Santo Mollo         | Grupp 1 |
| 2009 | Gran Premio Nazionale          | Mirtillo Rosso     | Enrico Bellei    | Claus Hollmann      | Grupp 1 |
| 2010 | Gran Premio Lotteria           | Italiano           | Gaetano Di Nardo | Enrico Bellei       | Grupp 1 |
| 2010 | Gran Premio Duomo              | Italiano           | Gaetano Di Nardo | Enrico Bellei       | Grupp 2 |
| 2011 | Europeiskt treåringschampionat | Obama Gar          | Enrico Bellei    | Pasquale Palumbo    | Grupp 1 |
| 2011 | Gran Premio Allevatori         | Pascia' Lest       | Enrico Bellei    | Holger Ehlert       | Grupp 1 |
| 2012 | Derby italiano di trotto       | Pascia' Lest       | Enrico Bellei    | Holger Ehlert       | Grupp 1 |
| 2012 | Gran Premio Nazionale          | Pascia' Lest       | Enrico Bellei    | Holger Ehlert       | Grupp 1 |
| 2012 | Gran Premio Duomo              | Mirtillo Rosso     | Enrico Bellei    | Romolo Ossani       | Grupp 2 |
| 2013 | Fyraåringseliten               | Pascia' Lest       | Enrico Bellei    | Holger Ehlert       | Grupp 2 |
| 2013 | Gran Premio Freccia d'Europa   | Owen's Club        | Enrico Bellei    | Pietro Gubellini    | Grupp 1 |
| 2013 | Gran Premio Duomo              | Otero Caf          | Enrico Bellei    | Gennaro Casillo     | Grupp 2 |
| 2014 | Prix de l'Atlantique           | Pascia' Lest       | Enrico Bellei    | Thierry Duvaldestin | Grupp 1 |
| 2014 | Gran Premio Freccia d'Europa   | Napoleon Bar       | Enrico Bellei    | Catello Savarese    | Grupp 1 |
| 2015 | Derby italiano di trotto       | Testimonial Ok     | Enrico Bellei    | Holger Ehlert       | Grupp 1 |
| 2016 | Gran Premio Nazionale          | Uma Francis        | Enrico Bellei    | Giancarlo Baldi     | Grupp 1 |
| 2016 | Gran Premio Allevatori         | Vivid Wise As      | Enrico Bellei    | Marco Smorgon       | Grupp 1 |
| 2017 | Gran Premio Nazionale          | Vivid Wise As      | Enrico Bellei    | Marco Smorgon       | Grupp 1 |
| 2017 | Gran Premio Lotteria           | Timone Ek          | Enrico Bellei    | Philippe Billard    | Grupp 1 |
| 2017 | Gran Premio Continentale       | Urlo dei Venti     | Enrico Bellei    | Gennaro Casillo     | Grupp 1 |
| 2018 | Prix du Luxembourg             | Urlo dei Venti     | Enrico Bellei    | Gennaro Casillo     | Grupp 3 |
| 2018 | Gran Premio Lotteria           | Urlo dei Venti     | Enrico Bellei    | Gennaro Casillo     | Grupp 1 |
| 2019 | Derby italiano di trotto       | Alrajah One        | Enrico Bellei    | Claus Hollmann      | Grupp 1 |
| 2020 | Gran Premio Nazionale          | Barbaresco Grif    | Enrico Bellei    | Holger Ehlert       | Grupp 1 |